# Eurycotis decipiens
Eurycotis decipiens är en kackerlacksart som först beskrevs av Kirby, W. F. 1903.  Eurycotis decipiens ingår i släktet Eurycotis och familjen storkackerlackor. Inga underarter finns listade i Catalogue of Life.